# Lista de aeroportos do Canadá

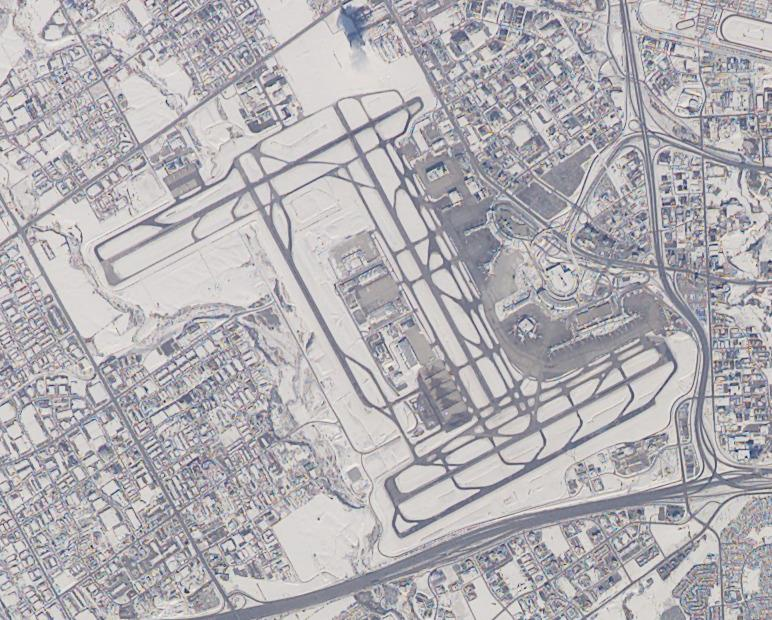
Aeroporto de Toronto Pearson, o aeroporto mais movimentado do Canadá.

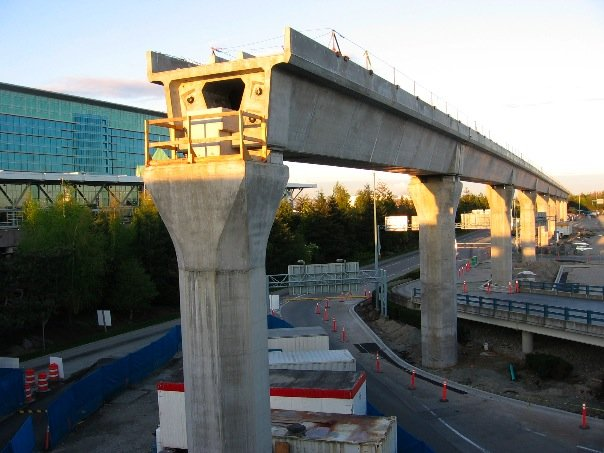
Aeroporto de Vancouver, o 2º aeroporto mais movimentado do Canadá.

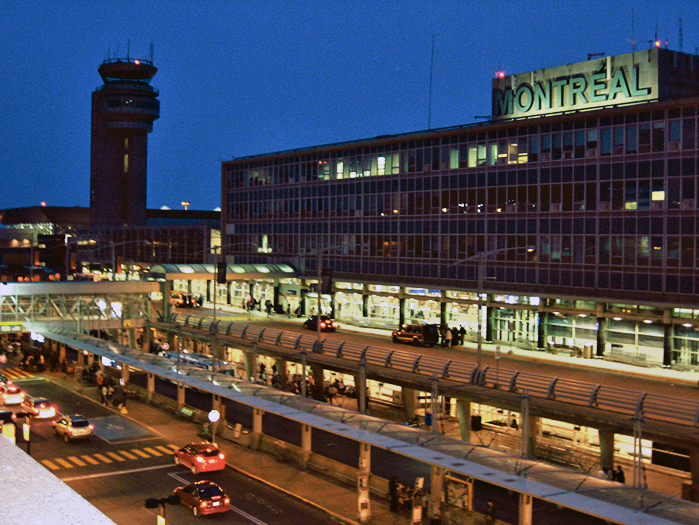
Aeroporto de Montreal Pierre, o 3º aeroporto mais movimentado do Canadá.

Esta é uma lista de aeroportos do Canadá.
- Aeroporto Internacional Toronto Pearson, Toronto (YYZ)
- Aeroporto Internacional Pierre Elliott Trudeau, Montreal (YUL)
- Aeroporto Internacional Montréal-Mirabel, Montreal (YMX)
- Aeroporto Internacional de Vancouver, Vancouver (YVR)
- Aeroporto Internacional de Calgary, Calgary (YYC)
- Aeroporto Internacional Ottawa Macdonald-Cartier, Ottawa (YOW)
- Aeroporto Internacional de Edmonton, Edmonton (YEG)
- Aeroporto Internacional de Halifax, Halifax (YHZ)
- Aeroporto Internacional de Winnipeg, Winnipeg (YWG)
- Aeroporto Internacional Jean Lesage, Quebec (YQB)

## Lista de aeroportos do Canadá por número de passageiros
Lista do número aproximado de passageiros anual dos aeroportos mais movimentados do Canadá
Ver a consulta original do Wikidata.
| Posição | Cidade    | Passageiros | Aeroporto                                      |
| ------- | --------- | ----------- | ---------------------------------------------- |
| 1       | Toronto   | 32.334.831  | Aeroporto Internacional Toronto Pearson        |
| 2       | Vancouver | 17.852.459  | Aeroporto Internacional de Vancouver           |
| 3       | Montreal  | 12.812.627  | Aeroporto Internacional Pierre Elliott Trudeau |
| 4       | Calgary   | 12.506.893  | Aeroporto Internacional de Calgary             |
| 5       | Edmonton  | 6.437.334   | Aeroporto Internacional de Edmonton            |
| 6       | Ottawa    | 4.327.473   | Aeroporto Internacional Macdonald-Cartier      |
| 7       | Halifax   | 3.578.931   | Aeroporto Internacional de Halifax             |
| 8       | Winnipeg  | 3.570.033   | Aeroporto Internacional James A Richardson     |
| 9       | Vitória   | 1.538.417   | Aeroporto Internacional de Vitória             |
| 10      | Kelowna   | 1.389.883   | Aeroporto Internacional de Kelowna             |
| 11      | Saskatoon | 1.135.113   | Aeroporto Internacional John G. Diefenbaker    |
| 12      | Quebec    | 1.026.092   | Aeroporto Internacional Jean Lesage            |